# Gare de Landaul - Mendon
La gare de Landaul - Mendon, est une gare ferroviaire française, elle dessert les communes de Landaul et Locoal-Mendon. 
Aujourd'hui, halte de la Société nationale des chemins de fer français (SNCF), elle accueille les trains TER Bretagne de la ligne 19 Quimper-Lorient-Vannes.

## Histoire
La gare de Landaul - Mendon est, sans doute, mise en service à l'occasion de l'ouverture de la ligne de Rennes à Redon et du tronçon, à voie unique, jusqu'à Lorient de la ligne de Savenay à Landerneau, le 26 septembre 1862. Le nœux ferroviaire de Redon permet la desserte de la Bretagne sud par des trains en provenance de Paris. En septembre 1863 la ligne est prolongée jusqu'à Quimper. La deuxième voie est ouverte par tronçons, en 1888 entre Redon et Vannes, en 1900 entre Vannes et Lorient puis Lorient et Quimper. 
En 1912, la Compagnie du PO fournit au Conseil général un tableau des « recettes au départ » de ses gares du département, la gare de Landaul-Mendon totalise 5 496 francs, ce qui la situe à la 27e place sur les 30 gares ou stations.
En 1934 les express partent de la Gare Montparnasse au lieu de la Gare d'Orsay et c'est en 1991 et 1992 que la ligne est électrifiée de Rennes à Quimper.

## Architecture
Pas de traces d'anciens bâtiments ferroviaires. Les seuls bâtiments existants, en septembre 2009, sont deux abris en béton.

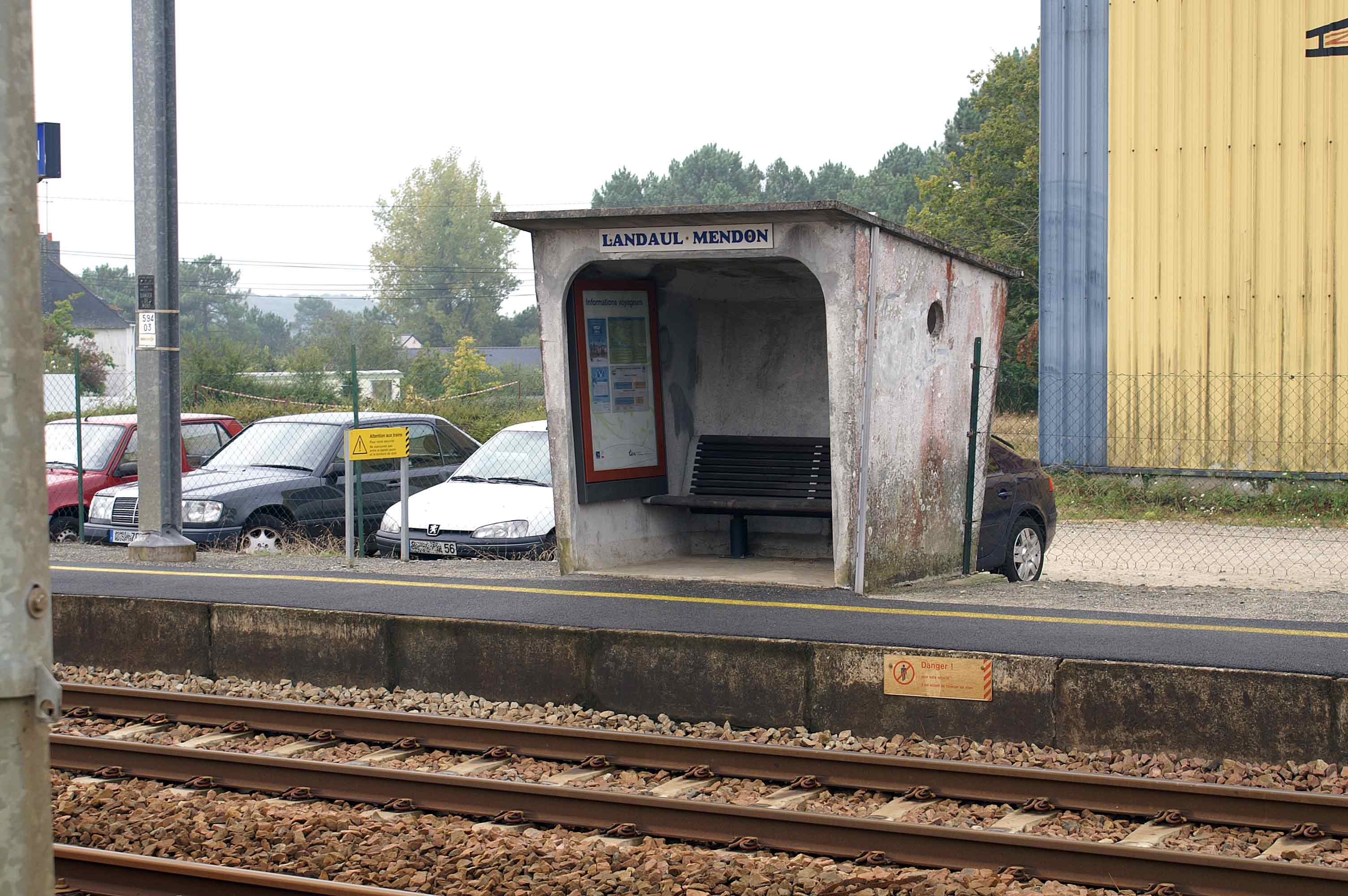
Abri en béton

## Service voyageurs

### Accueil
Les voyageurs ont à leur disposition un abri sur chaque quai, des indicateurs d'horaires, et des parkings. Le passage d'un quai à l'autre se fait en empruntant le passage souterrain situé à l'extrémité des quais, en direction de Vannes où se situent l'ancien passage à niveau.

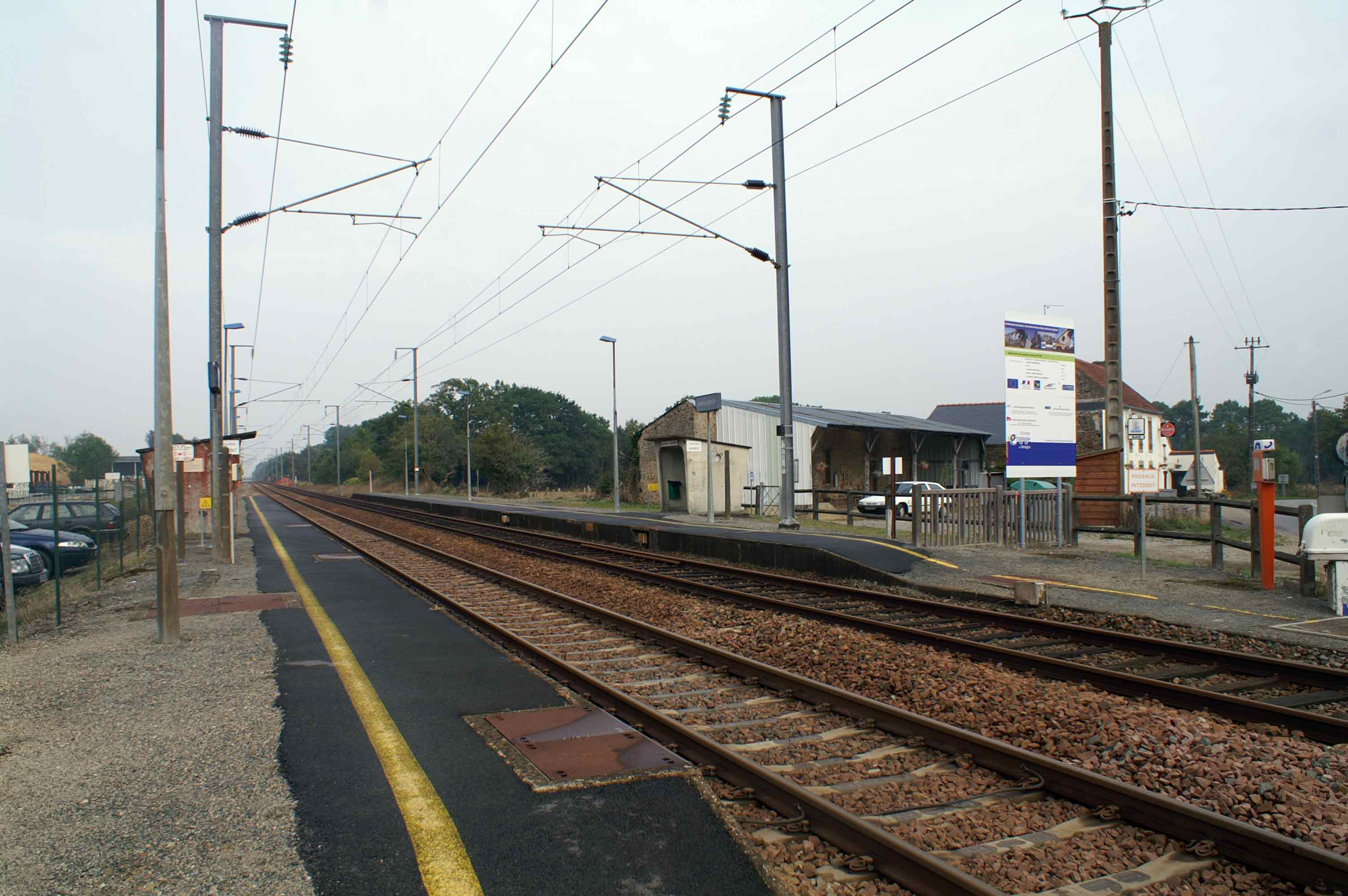

### Desserte
Aujourd'hui le TGV Atlantique ne fait que passer, mais les quais de la gare sont toujours utilisés, la gare de Landaul - Mendon est une « halte à accès libre » pour les TER Bretagne de la ligne 19 Quimper-Lorient-Vannes.

## Passage à niveau
À l'extrémité des quais, vers Vannes, on trouve un passage à niveau automatisé ne comportant pas, ou plus, de maison de garde barrière à proximité. 

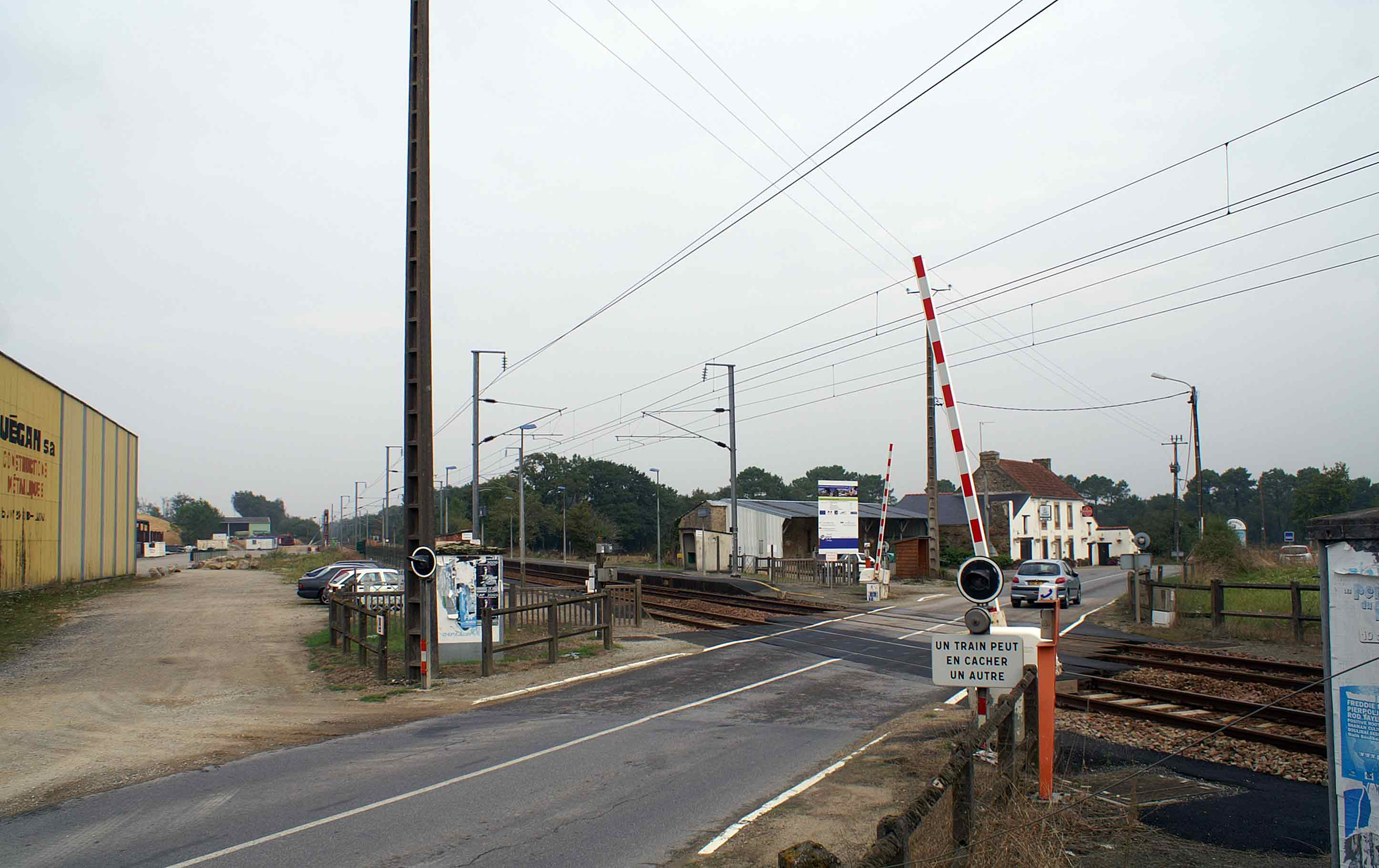

Le 16 septembre 2009, un panneau, récemment édifié, indique sans date, sa suppression prochaine dans le cadre d'une amélioration de la liaison ferroviaire Rennes-Quimper.  Le financement est assuré par l'Union européenne, l'État Français, la Région Bretagne, Réseau ferré de France et le Conseil Général du Morbihan.
Ce passage à niveau est supprimé en 2010.